# Henri Bergeron
 (juillet 2025).
Pour les articles homonymes, voir Bergeron.
Henri Bergeron (17 mai 1925 à Saint-Lupicin au Manitoba - 10 juillet 2000 à Montréal à l'âge de 75 ans) est un animateur de télévision canadien, manitobain et québécois.

## Biographie
Il est surtout connu pour avoir animé l'émission hebdomadaire télévisée Les Beaux Dimanches à Radio-Canada de 1966 à 1983,. Il incarnait le style alors très ferme de la SRC qui exigeait une langue française châtiée sur ses ondes.
Il était également l'animateur de l'émission radiophonique de la chaîne AM de Radio-Canada Le Marchand de sable. Il a été annonceur à CKSB à Saint-Boniface au Manitoba (1946) -premier poste de radio francophone dans l'ouest canadien-et animateur et directeur des émissions de CKCH-Hull (1949-1952).
Il est l'auteur de quelques livres, dont deux recueils et deux récits autobiographiques : Un bavard se tait… pour écrire; Récits de la Montagne Pembina et Le cœur de l’arbre : Le bavard récidive.
Il était le frère de l'historien Léandre Bergeron.

## Honneurs
- 1978 :  Officier de l'Ordre du Canada
- 1989 : Membre de l'Ordre des francophones d'Amérique
- 1995 :  Chevalier de l'Ordre national du Québec
- 2000 : Prix Georges-Émile-Lapalme (transmission posthume)